# Comportamento organizacional
Comportamento Organizacional (CO) é o "estudo do comportamento humano em ambientes organizacionais, sendo a interface entre o comportamento desse indivíduo e a própria organização".  A pesquisa em CO pode ser categorizada de pelo menos três maneiras:
- indivíduos em organizações (nível micro);
- grupos de trabalho (nível meso);
- como as organizações se comportam (nível macro).

## Visão geral
O comportamento organizacional é um campo de estudo em que o impacto de indivíduos, grupos e estruturas têm investigado o comportamento dentro das organizações, a fim de aplicar este conhecimento para melhorar a eficácia de tais organizações. É uma disciplina científica cuja base de conhecimento é constantemente adicionada a uma grande quantidade de pesquisas e desenvolvimentos conceituais. Mas também é uma ciência aplicada, já que as informações sobre práticas eficazes em uma organização podem ser estendidas a muitas outras. É um campo de estudo porque é uma especialidade delimitada e com um conjunto comum de conhecimentos que estuda três determinantes do comportamento das organizações: indivíduos, grupos e estrutura. Aplica o conhecimento obtido sobre indivíduos, grupos e o efeito da estrutura no comportamento, com o objetivo de melhor funcionamento nas organizações. O comportamento organizacional está particularmente interessado em situações que dizem respeito ao emprego.
Estudos realizados por Chester Barnard mostraram que as pessoas se comportam de maneira diferente quando estão em sua função organizacional e quando atuam separadamente dentro da organização. Os pesquisadores de comportamento organizacional estudam o comportamento dos indivíduos principalmente em suas funções organizacionais. Um dos principais objetivos do comportamento organizacional é "revitalizar a teoria organizacional e desenvolver uma melhor conceituação da vida organizacional".

## História
O comportamento organizacional multidisciplinar tem sido influenciado pelos desenvolvimentos em várias disciplinas relacionadas, incluindo: sociologia, psicologia organizacional e economia. 
A Revolução Industrial é um período da década de 1760, em que novas tecnologias resultaram na adoção de novas técnicas de fabricação e no aumento da mecanização. Em sua famosa metáfora da gaiola de ferro, Max Weber levantou preocupações sobre a redução nas experiências de trabalho religioso e profissional. Weber alegou que o foco da Revolução Industrial na eficiência restringia o trabalhador a uma espécie de "prisão" e "despojava o trabalhador de sua individualidade". As significativas mudanças sociais e culturais causadas pela Revolução Industrial também deram origem a novas formas de organização. Weber analisou uma dessas organizações e chegou à conclusão de que a burocracia era "uma organização que se apoiava em princípios racionais-legais e maximizava a eficiência técnica".
Vários praticantes de CO documentaram suas idéias sobre gerenciamento e organização. As teorias mais conhecidas hoje em dia são originárias de Henri Fayol, Chester Barnard e Mary Parker Follet. Todos os três extraíram de sua experiência para desenvolver um modelo de gestão organizacional eficaz, e cada uma de suas teorias compartilhou independentemente um foco no comportamento humano e na motivação.   Um dos primeiros consultores administrativos, Frederick Taylor, era um engenheiro do século XIX que aplicava uma abordagem conhecida como gerenciamento científico. Taylor defendeu a maximização da eficiência da tarefa por meio do método científico. O método científico foi aperfeiçoado por Lillian e Frank Gilbreth, que utilizaram o tempo e o estudo de movimento para melhorar ainda mais a eficiência do trabalhador. No início do século XX, surgiu a ideia do fordismo. Batizado em homenagem ao magnata do automóvel Henry Ford, o método dependia da padronização da produção por meio do uso de linhas de montagem. Isso permitiu que trabalhadores não qualificados produzissem produtos complexos com eficiência. Sorensen depois esclareceu que o fordismo se desenvolveu independentemente de Taylor. O fordismo pode ser explicado como a aplicação de princípios de gestão burocráticos e científicos a todo o processo de fabricação. O sucesso do método científico e do fordismo resultou na adoção generalizada desses métodos.
Na década de 1920, a fábrica Hawthorne Works Western Electric encomendou o primeiro do que seria conhecido como Estudos Hawthorne. Esses estudos inicialmente aderiram ao método científico tradicional, mas também investigaram se os trabalhadores seriam mais produtivos com níveis de iluminação mais altos ou mais baixos. Os resultados mostraram que, independentemente dos níveis de iluminação, quando os trabalhadores estavam sendo estudados, a produtividade aumentava, mas quando os estudos terminavam, a produtividade dos trabalhadores voltava ao normal. Em experimentos seguintes, Elton Mayo concluiu que o desempenho no trabalho e o chamado "efeito Hawthorne" estavam fortemente correlacionados com as relações sociais e o conteúdo do trabalho. Após a Hawthorne Studies, a motivação tornou-se um ponto focal na comunidade de comportamento organizacional. Uma série de teorias surgiu nas décadas de 1950 e 1960 e inclui teorias de pesquisadores notáveis de CO, tais como: Frederick Herzberg, Abraham Maslow, David McClelland, Victor Vroom e Douglas McGregor. Essas teorias enfatizam a motivação dos funcionários, o desempenho no trabalho e a satisfação no trabalho . 
O Comportamento Administrativo de Herbert Simon introduziu uma série de conceitos importantes de CO, principalmente a tomada de decisões. Simon, junto com Chester Barnard , argumentou que as pessoas tomam decisões de maneira diferente dentro de uma organização quando comparadas com suas decisões fora de uma organização. Embora as teorias econômicas clássicas assumam que as pessoas são tomadores de decisões racionais, Simon argumentou um ponto contrário. Ele argumentou que a cognição é limitada por causa da racionalidade limitada. Por exemplo, os tomadores de decisão geralmente empregam o satisfatório , o processo de utilizar a primeira solução marginalmente aceitável em vez da solução mais ideal.  Simon foi agraciado com o Prêmio Nobel de Economia por seu trabalho na tomada de decisões organizacionais.  Nas décadas de 1960 e 1970, o campo começou a se tornar mais quantitativo e dependente de recursos. Isso deu origem à teoria da contingência, à teoria institucional e à ecologia organizacional. Começando na década de 1980, explicações culturais de organizações e mudança organizacional tornaram-se áreas de estudo, em conjunto com áreas como antropologia , psicologia e sociologia .

## Relação com a psicologia industrial e organizacional
Miner (2006) mencionou que "existe certa arbitrariedade" na identificação de um "ponto no qual o comportamento organizacional se estabeleceu como uma disciplina distinta" (p. 56), sugerindo que ele poderia ter surgido nas décadas de 1940 ou 1950. Ele também sublinhou o fato de que a divisão de psicologia industrial da Associação Americana de Psicologia não acrescentou "organizacional" a esse nome até 1970, "muito depois que o comportamento organizacional claramente existiu" (p. 56), observando que uma situação semelhante surgiu em sociologia. Embora existam semelhanças e diferenças entre as duas disciplinas, ainda há confusão em torno da diferenciação do comportamento organizacional e da psicologia organizacional.

## Níveis de estudo do 'Comportamento Organizacional'
Os tópicos que podem ser incluídos no estudo de Comportamento Organizacional são: estrutura organizacional, motivação , comprometimento organizacional , poder, comunicação, trabalho em equipe , cultura organizacional , clima organizacional , liderança e os processos de mudança. Cada um desses tópicos está presente nos três níveis básicos de estudo do Comportamento Organizacional: o indivíduo, o grupo e o organizacional. Este esquema de níveis é muito importante quando se tira conclusões. Por exemplo, a motivação pode ser descrita em termos dos interesses principais de um grupo de pessoas, mas como variável é individual, pois é nesse nível que se origina. 

## Aplicando o Estudo sistemático no Comportamento Organizacional
Em geral, o comportamento é previsível e o estudo sistemático do comportamento é um meio de fazer previsões razoavelmente precisas. Fala-se de um estudo sistemático ao se referir ao exame das relações na tentativa de atribuir causas e efeitos e basear nossas conclusões em evidências científicas, isto é, em dados coletados sob condições controladas, bem como medido e interpretados de maneira razoavelmente rigorosa. Este estudo sistemático substitui a intuição, que é aquela sensação não necessariamente apoiada pela pesquisa. 

## Métodos de Pesquisa Utilizados
Uma variedade de métodos é usada no comportamento organizacional, muitos dos quais são encontrados em outras ciências sociais.

### Métodos Quantitativos
Os métodos estatísticos usados na pesquisa de CO geralmente incluem correlação, análise de variância, metanálise, modelagem multinível, regressão múltipla, modelagem de equações estruturais e análise de séries temporais.

### Simulação por Computador
A simulação por computador é um método proeminente no comportamento organizacional. Embora existam muitos usos para a simulação por computador, a maioria dos pesquisadores de CO utilizou a simulação para entender como as organizações ou empresas operam. Mais recentemente, no entanto, os pesquisadores também começaram a aplicar a simulação por computador para entender o comportamento individual em nível micro, concentrando-se na cognição e no comportamento individual e interpessoal, como os processos de pensamento e comportamentos que compõem o trabalho em equipe.

### Métodos Qualitativos
A pesquisa qualitativa consiste em vários métodos de investigação que geralmente não envolvem a quantificação de variáveis. Os métodos qualitativos podem variar da análise de conteúdo de entrevistas ou material escrito a narrativas escritas de observações. Métodos comuns incluem etnografia, estudos de caso, métodos históricos e entrevistas.

## Tópicos

### Motivação
Reter funcionários talentosos e bem-sucedidos é um fator-chave para uma empresa manter uma vantagem competitiva. Um ambiente em que as pessoas possam usar seu talento efetivamente pode ajudar a motivar até os indivíduos mais inteligentes, trabalhadores e difíceis. A construção de grandes pessoas depende do engajamento por meio de práticas motivacionais e comportamentais (O'Reilly, C. e Pfeffer, J., 2000). Baron e Greenberg escreveram que a motivação envolve "o conjunto de processos que despertam, direcionam e mantêm o comportamento humano para atingir algum objetivo". Existem várias teorias diferentes de motivação relevantes para o CO, incluindo a teoria da equidade, teoria da expectativa, hierarquia de necessidades de Maslow, teoria do incentivo, teoria da justiça organizacional, teoria dos dois fatores de Herzberg e Teoria X e Teoria Y.

### Liderança
Tem havido uma série de teorias que dizem respeito à liderança. As primeiras teorias enfocavam as características dos líderes, enquanto teorias posteriores focavam no comportamento do líder e nas condições sob as quais os líderes podem ser eficazes. Entre essas abordagens estão a teoria da contingência, a consideração e o modelo de estrutura inicial, a troca de membros-líder ou a teoria da LMX, a teoria do caminho-meta, a modificação comportamental e a teoria da liderança transformacional.
A teoria da contingência indica que a boa liderança depende das características do líder e da situação.  Os Estudos de Liderança do Estado de Ohio identificaram as dimensões da liderança conhecidas como consideração (mostrando preocupação e respeito pelos subordinados) e iniciando a estrutura (atribuindo tarefas e definindo metas de desempenho).   A teoria do LMX enfoca as relações de troca entre pares supervisores-subordinados individuais.  A teoria do objetivo do caminho é uma teoria de contingência ligando o estilo de líder apropriado às condições organizacionais e à personalidade subordinada.  A teoria da liderança transformacional diz respeito aos comportamentos dos líderes envolvidos, que inspiram altos níveis de motivação e desempenho nos seguidores. A ideia de liderança carismática é parte da teoria da liderança transformacional.  Na modificação comportamental, o poder de recompensa do líder (capacidade de dar ou reter recompensa e punição) é o foco e a importância de dar recompensas contingentes (vs não contingentes) é enfatizada.

### Atitudes e emoções relacionadas ao trabalho
O comportamento organizacional lida com as atitudes e sentimentos dos funcionários, incluindo a satisfação no trabalho , o comprometimento organizacional , o envolvimento no trabalho e o trabalho emocional . A satisfação no trabalho reflete os sentimentos que um funcionário tem sobre seu trabalho ou facetas do trabalho, como pagamento ou supervisão.  Compromisso organizacional representa a medida em que os funcionários se sentem ligados à sua organização.  O envolvimento no trabalho é a medida em que um indivíduo se identifica com seu trabalho e o considera um componente material de seu valor próprio. O trabalho emocional diz respeito à exigência de que um funcionário exiba certas emoções, como sorrir para os clientes, mesmo quando o empregado não sente a emoção que ele ou ela é obrigado a exibir. 
O modelo de subsistemas comportamentais de Lins considera a necessidade, a vontade e a competência como variáveis dinâmicas que se afetam mutuamente. Como principal conclusão deste modelo chega-se que o aumento da coragem em realizar uma ação produtiva é o que garante um desenvolvimento estável do indivíduo.

### Cultura Organizacional
A cultura organizacional reflete os valores e comportamentos que são comumente observados em uma organização. Os investigadores que seguem essa linha de pesquisa assumem que as organizações podem ser caracterizadas por dimensões culturais como crenças, valores, rituais, símbolos e assim por diante. Os pesquisadores desenvolveram modelos para entender a cultura de uma organização ou desenvolveram tipologias da cultura organizacional. Edgar Schein desenvolveu um modelo para entender a cultura organizacional. Ele identificou três níveis de cultura organizacional: (a) artefatos e comportamentos, (b) valores adotados e (c) suposições básicas compartilhadas. Culturas específicas têm sido relacionadas ao desempenho organizacional e à eficácia.

### Maus tratos a empregados
Existem vários tipos de maus-tratos que os funcionários enfrentam nas organizações, incluindo: supervisão abusiva, intimidação, incivilidade e assédio sexual.
- Supervisão abusiva

Supervisão abusiva é a medida em que um supervisor se envolve em um padrão de comportamento que prejudica os subordinados. 
- Intimidação

Embora as definições de bullying no local de trabalho variem, isso envolve um padrão repetitivo de comportamentos prejudiciais direcionados a um indivíduo. 
- Invencibilidade

A incivilidade no local de trabalho consiste em um comportamento descortês e rude de baixa intensidade e é caracterizada por uma intenção ambígua de prejudicar e violar as normas sociais que regem o comportamento apropriado no ambiente de trabalho. 
- Assédio sexual

O assédio sexual é um comportamento que denigra ou maltrata um indivíduo devido ao seu gênero, geralmente criando um local de trabalho ofensivo que interfere no desempenho do trabalho. 